# てしお (巡視船・初代)
「てしお」（JCG Teshio, PS-53）は、海上保安庁の巡視船。分類上はPS型（1968年にPMに種別変更）、公称船型は改350トン型。

## 概要
昭和28年度より、海上保安庁は独自の設計による巡視船の整備に着手しており、小型巡視船（PS）としてはとかち型2隻が建造された。一方このころ、海保創設直後に整備されたPSである270トン型について、特に荒天時の動揺のために乗員の疲労が激しく、問題となっていた。
このことから、350トン型と同程度の大きさで、動揺性能の向上を図って新規設計されたのが本船である。日本近海では6～7秒の波周期が多いが、船の横揺れ周期がこれと近いと、船の揺れと波の揺れが同調して増幅されやすいことから、横メタセンタ高さ（GM値）を0.58メートルとして、横揺れ周期を7.4秒に延長した。船型は、とかち型で採用されたレイズド・デッキを廃し、ブルワークだけを備えたシンプルな平甲板型とされた。また居住性向上のため、朝鮮戦争の影響を受けた450トン型以来の極端な火災対策を廃し、居住区の結露対策として上甲板の一部に木甲板を張るなど、艤装面での配慮がなされている。
しかし本船の運用成績を評価した結果、揺れが同調することはなくなったものの、少しの風波でも船体が傾きやすくなってしまい、動揺軽減については期待したほどの効果が挙げられないことが明らかとなった。このため同型船の建造は行われず、別のアプローチで動揺軽減を図ったやはぎ型に移行することになった。
なお本船は、新造時から兵装を搭載した初の巡視船として知られている。